# Uromyces hyalinus
Uromyces hyalinus ist eine Ständerpilzart aus der Ordnung der Rostpilze (Pucciniales). Der Pilz ist ein Endoparasit der Hülsenfrüchtlergattung Sophora. Symptome des Befalls durch die Art sind Rostflecken und Pusteln auf den Blattoberflächen der Wirtspflanzen. Sie ist weltweit verbreitet.

## Merkmale

### Makroskopische Merkmale
Uromyces hyalinus ist mit bloßem Auge nur anhand der auf der Oberfläche des Wirtes hervortretenden Sporenlager zu erkennen. Sie wachsen in Nestern, die als gelbliche bis braune Flecken und Pusteln auf den Blattoberflächen erscheinen.

### Mikroskopische Merkmale
Das Myzel von Uromyces hyalinus wächst wie bei allen Uromyces-Arten interzellulär und bildet Saugfäden, die in das Speichergewebe des Wirtes wachsen. Ihre Spermogonien wachsen beidseitig auf den Wirtsblättern. Die meist blattunterseitig wachsenden Aecien der Art sind hell zimtbraun. Ihre goldbraunen Aeciosporen sind 25–30 × 20–24 µm groß, eiförmig bis ellipsoid und stachelwarzig. Uredien fehlen der Art oder sind nicht von Aecien zu unterscheiden. Die blattunterseitig wachsenden Telien der Art sind dunkel zimt- bis kastanienbraun, pulverig und unbedeckt. Die dunkel goldbraunen Teliosporen sind einzellig, in der Regel eiförmig bis ellipsoid, glatt und meist 22–30 × 16–19 µm groß. Ihre Stiele sind farblos.

## Verbreitung
Das bekannte Verbreitungsgebiet von Uromyces hyalinus reicht von South Dakota und Wyoming bis nach Chihuahua.

## Ökologie
Die Wirtspflanzen von Uromyces hyalinus sind die Hülsenfrüchtler Sophora sericea und S. stenophylla. Der Pilz ernährt sich von den im Speichergewebe der Pflanzen vorhandenen Nährstoffen, seine Sporenlager brechen später durch die Blattoberfläche und setzen Sporen frei. Die Art durchläuft einen wohl mikrozyklischen Entwicklungszyklus mit Spermogonien, Aecien, Telien und Uredien. Als autoöker Parasit macht sie keinen Wirtswechsel durch.